# Amit Ben-Szuszan
Amit Ben-Szuszan (hebr. עמית בן שושן; ur. 20 marca 1985 w Jerozolimie) – izraelski piłkarz grający na pozycji napastnika lub skrzydłowego.

## Kariera
Amit Ben-Szuszan rozpoczął swoją karierę w wieku 15 lat jako piłkarz Beitaru Jerozolima, gdzie gra do dzisiaj. Stał się rozpoznawalny w rodzimej lidze po strzeleniu kilku ważnych goli w Pucharze Intertoto, w którym Beitar uczestniczył w roku 2005.
Jest także częścią grupy młodych piłkarzy, którzy pozwolili stać się juniorom Beitaru Jerozolima jedną z najprężniej działających szkółek młodzieżowych w Izraelu. Jest doceniany przez fanów żółto-czarnych, ponieważ jako nastolatek, mieszkając ledwie 200 metrów od obiektów Hapoelu Jerozolima – wówczas najlepszej drużyny juniorskiej w Jerozolimie – wybrał grę w Beitarze.
W 2013 roku Ben-Szuszan przeszedł do Anorthosisu Famagusta, a w 2014 do Maccabi Netanja. Potem grał w Hapoelu Jerozolima, gdzie zakończył karierę.

### Kariera reprezentacyjna
Debiut Ben-Szuszana w kadrze Izraela nastąpił 2 września 2006, kiedy w meczu przeciwko Estonii zmienił swojego kolegę klubowego – Micha’ela Zandberga. W kolejnym meczu przeciwko Andorze zagrał pełne 90 minut, strzelając swojego premierowego gola w izraelskiej kadrze i asystując przy dwóch kolejnych. 7 października 2006 zdobył bramkę w meczu eliminacji do EURO 2008 przeciwko Rosji.